# Cất cánh
Cất cánh là giai đoạn bắt đầu bay của chuyến bay, trong đó hàng không vũ trụ - tàu vũ trụ đi từ mặt đất thẳng lên để bay vào không gian.

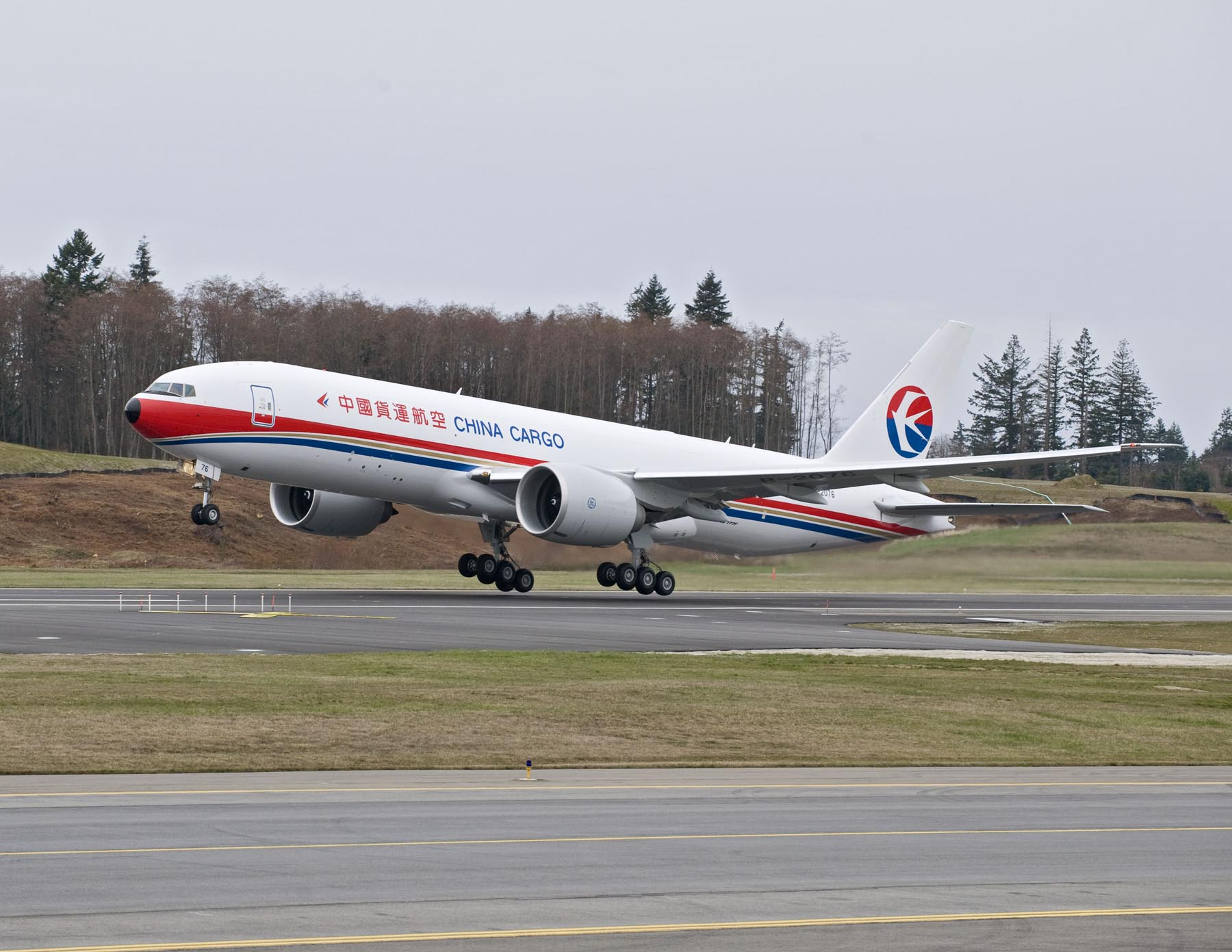
Một chiếc máy bay đang cất cánh

Đối với máy bay cất cánh theo chiều ngang, bắt đầu với một sự di chuyển từ di chuyển trên mặt đất trên một đường băng. Đối với khinh khí cầu mặt trời hay máy bay trực thăng và một số máy bay cánh cố định chuyên ngành, chúng không cần đường băng để cất cánh.

## Cất cánh ngang (chạy đà)

### Thiết lập tốc độ

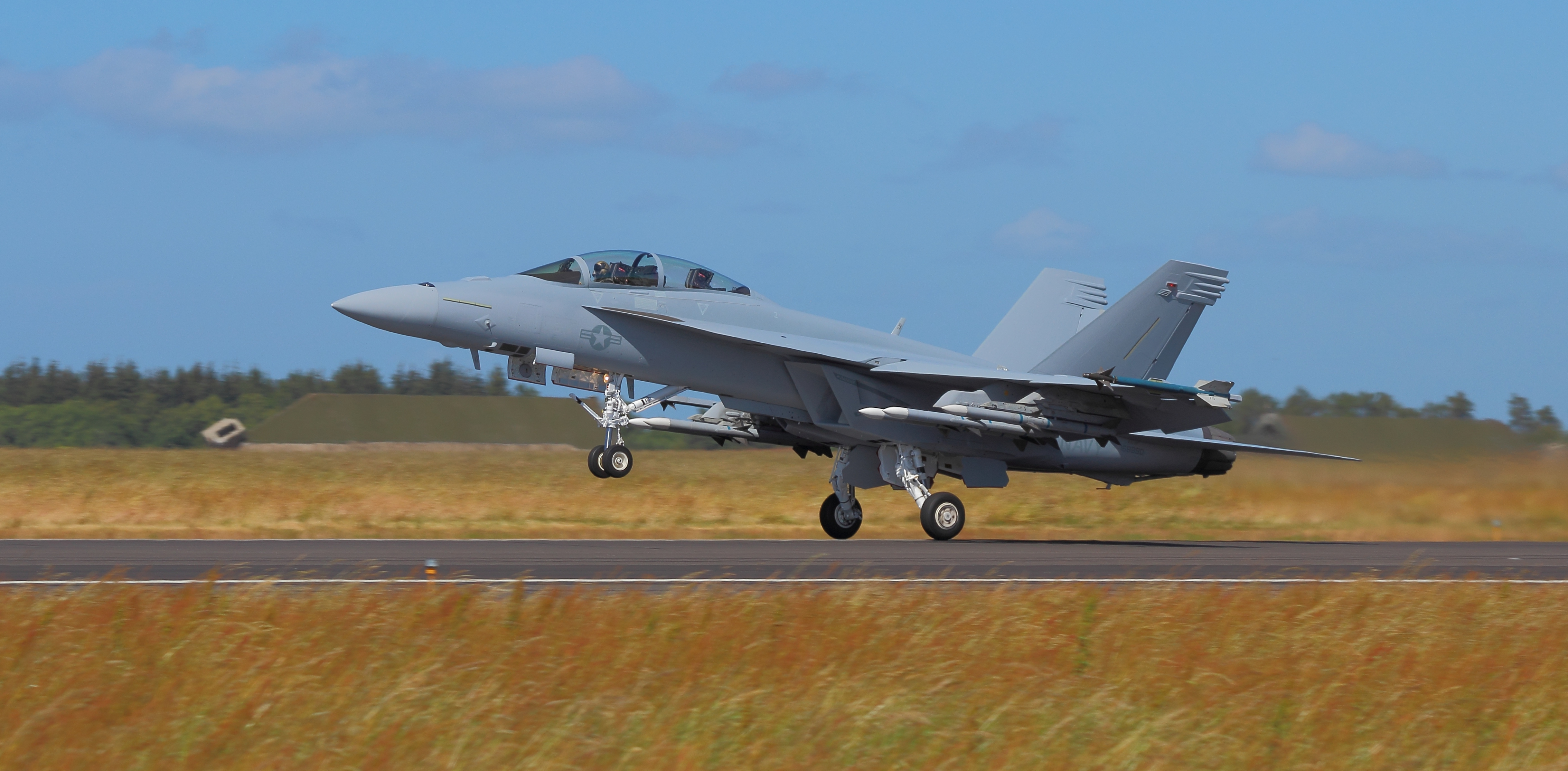
Một chiếc Boeing FA-18F Super Hornet cất cánh

Thông thường máy bay cánh cố định cần thiết lập một tốc độ nhất định để rời mặt đất. Những chiếc máy bay chở khách đi từ khu vực đỗ của máy bay tại nhà ga sân bay đến đường băng. Sau đó, máy bay được tăng tốc độ tối đa để chạy trên đường băng, ít nhất là 500 mét đối với máy bay nhỏ để cất cánh.

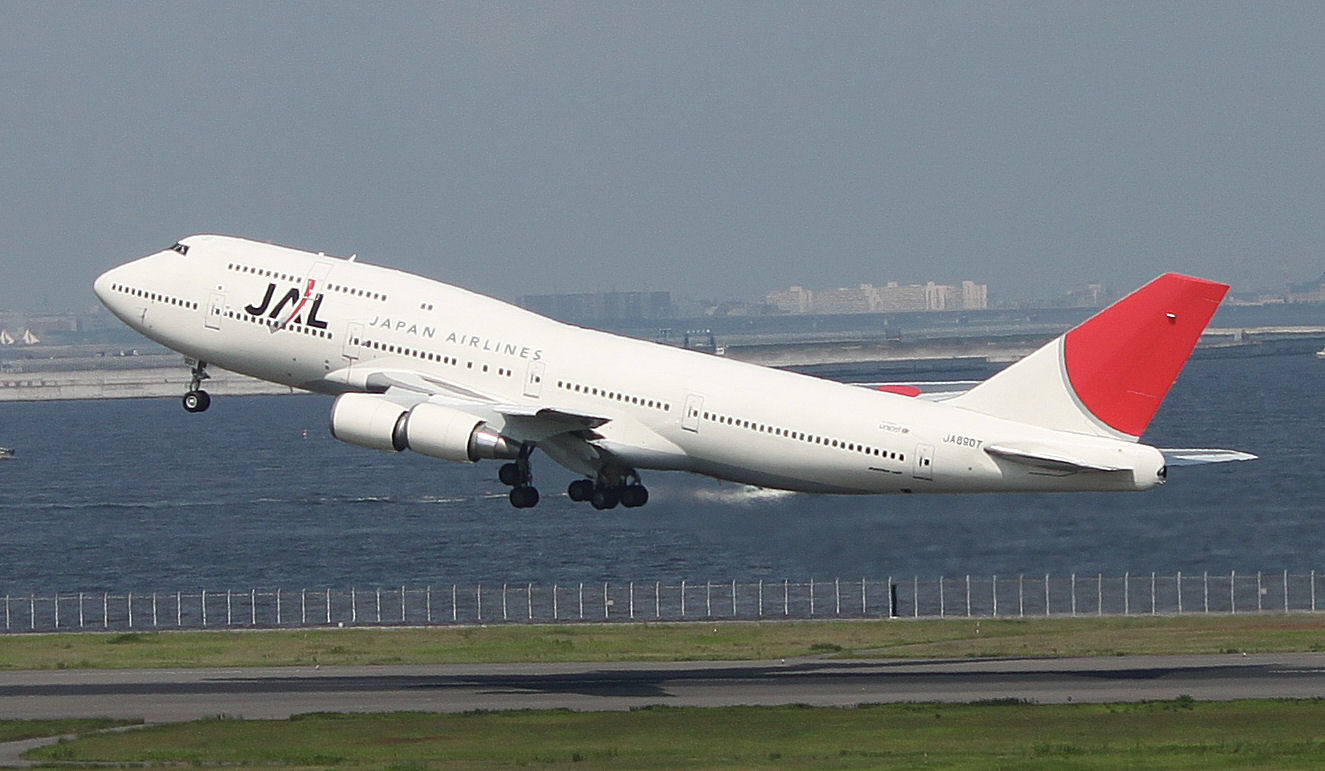
Một chiếc Boeing 747 đang cất cánh

### Tốc độ yêu cầu để rời mặt đất
Tốc độ yêu cầu để bay đối với máy bay thương mại chở khoảng 100 người là 185–220 km/h. Máy bay Boeing 747 và Airbus A 380 cần hơn 300 km/h để bay.

### Hỗ trợ cất cánh
Cất cánh hỗ trợ là bất kỳ hệ thống nào để giúp máy bay bay vào không trung. Lý do mà nó có thể cần thiết là do trọng lượng của máy bay vượt quá trọng lượng để cất cánh bình thường, không đủ sức mạnh, hoặc có sẵn đường băng không đủ dài, hoặc một sự kết hợp của cả ba yếu tố. Hỗ trợ cất cánh cũng được yêu cầu cho tàu lượn, khi tàu lượn không có một động cơ nào và việc cần có một máy bay có động cơ kéo đi.

## Cất cánh thẳng đứng
Cất cánh thẳng đứng dùng để chỉ máy bay hay tên lửa cất cánh theo phương thẳng đứng. Cất cánh thẳng đứng giúp loại bỏ sự cần thiết của các sân bay. Hầu hết cất cánh thẳng đứng cũng có thể hạ cánh theo chiều thẳng đứng, nhưng có một số máy bay tên lửa-powered của Không quân Đức mà chỉ cất cánh theo chiều thẳng đứng, hạ cánh theo những cách khác.Các chiếc bachem ba 349  của Natter hạ cánh xuống dưới một chiếc dù sau khi cất cánh theo chiều thẳng đứng. 

### VTOL

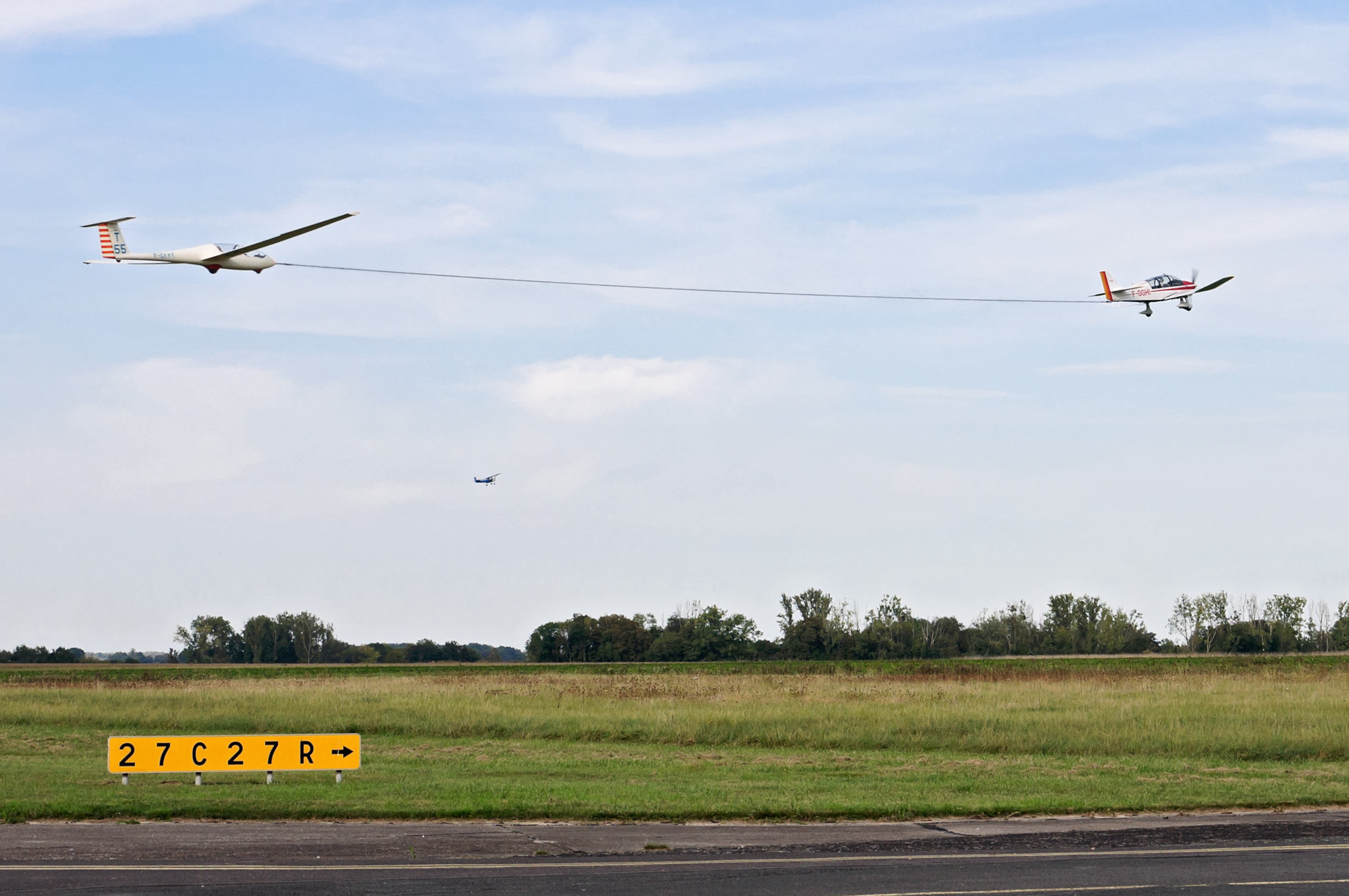
Một chiếc máy bay kéo tàu lượn rời mặt đất

Cất cánh và hạ cánh theo chiều đứng (VTOL) máy bay bao gồm máy bay cánh cố định có thể di chuyển, cất cánh và hạ cánh theo chiều dọc cũng như máy bay trực thăng và máy bay khác với rotor được hỗ trợ, chẳng hạn như tiltrotors.  Một số máy bay VTOL có thể hoạt động ở các chế độ khác nữa, chẳng hạn như CTOL (thông thường cất cánh và hạ cánh), STOL (ngắn cất cánh và hạ cánh), và/hoặc STOVL (ngắn cất cánh và hạ cánh thẳng đứng). Những người khác, chẳng hạn như một số máy bay trực thăng, chỉ có thể hoạt động bằng VTOL, do máy bay thiếu bánh đáp có thể xử lý chuyển động ngang. VTOL là một tập hợp con của V / STOL (dọc và/hoặc ngắn cất cánh và hạ cánh).
Bên cạnh đó các máy bay trực thăng, có hai loại máy bay VTOL phục vụ quân đội: thủ công sử dụng một, như Chuông Boeing V-22 Osprey, và một số máy bay sử dụng lực đẩy phản lực đạo như Harrier.